# Hincks Conservation Park
Hincks Conservation Park är en park i Australien. Den ligger i delstaten South Australia, omkring 280 kilometer nordväst om delstatshuvudstaden Adelaide. Hincks Conservation Park ligger 75 meter över havet.
Trakten runt Hincks Conservation Park är nära nog obefolkad, med mindre än två invånare per kvadratkilometer.. Närmaste större samhälle är Murdinga, omkring 19 kilometer norr om Hincks Conservation Park.
Trakten runt Hincks Conservation Park består till största delen av jordbruksmark. Genomsnittlig årsnederbörd är 468 millimeter. Den regnigaste månaden är juni, med i genomsnitt 98 mm nederbörd, och den torraste är oktober, med 11 mm nederbörd.